# Балан Роман Олександрович
Роман Олександрович Балан, також відомий під громадським псевдонімом Роман Сініцин (нар. 30 червня 1985, Луцьк) — український громадський діяч, волонтер, співзасновник волонтерського об'єднання «Народний тил», голова атестаційної комісії МВС України (2016).

## Життєпис
Народився у Луцьку 30 червня 1985 року. Здобув юридичну освіту в Податковій академії. Деякий час був аспірантом і писав дисертацію, однак не закінчив свою роботу.
Працює у сфері вебдизайну на умовах фрилансу. Займається роботою туристичного сайту «lowcost.ua».
2014 року разом з Георгієм Тукою став співзасновником громадської волонтерської організації «Народний тил».
да кінця 2023 році — керівник військового напрямку Фонду Сергія Притули.
10 лютого 2025 року колишня заступниця редактора забороненого проросійського видання «Страна» Світлана Крюкова подала до Печерського суду черговий позов про «захист честі гідності та ділової репутації» проти Балана[значущість факту?].
На травень 2025 року командир розвідувального підрозділу, що керують безпілотниками тактичного рівня.

## Особисте життя
Був головою атестаційної комісії МВС України.
Бере участь у русі футбольних фанатів клубу «Волинь».
Є автором протестного гасла «Аваков — чорт».

## Нагороди
- Орден «За заслуги» ІІІ ступеня (2014, з нагоди Дня Незалежності України — за значний особистий внесок у державне будівництво, соціально-економічний, науково-технічний, культурно-освітній розвиток України, вагомі трудові здобутки та високий професіоналізм)[1][8]
- Відзнака Президента України «Золоте серце» (9 грудня 2022) — за вагомий особистий внесок у надання волонтерської допомоги та розвиток волонтерського руху, зокрема під час здійснення заходів із забезпечення оборони України, захисту безпеки населення та інтересів держави у зв'язку з військовою агресією Російської Федерації проти України та подолання її наслідків[9]